# Michel Le Clerc
Michel Le Clerc (Albi, 1622 — 8 de dezembro de 1691) foi um jurista francês.